# Heinrich von Lohn
Heinrich von Lohn (* um 1200; † nach 1247) war Domherr zu Münster und Propst in Friesland.

## Leben
Heinrich von Lohn entstammte als Sohn des Gerhard von Lohn (1155–1221) und dessen Gemahlin von Bredevoort dem Geschlecht der Edelherren von Lohn. Sein Bruder Otto war Domherr in Köln, Münster und Bremen.
Heinrich war in den Jahren 1236 bis 1241 als Propst in Friesland tätig, übernahm die münsterische Domküsterei und wurde Propst am Alten Dom in Münster. Diese Ämter hatte er bis zu seinem Tode inne.